# Pámanes

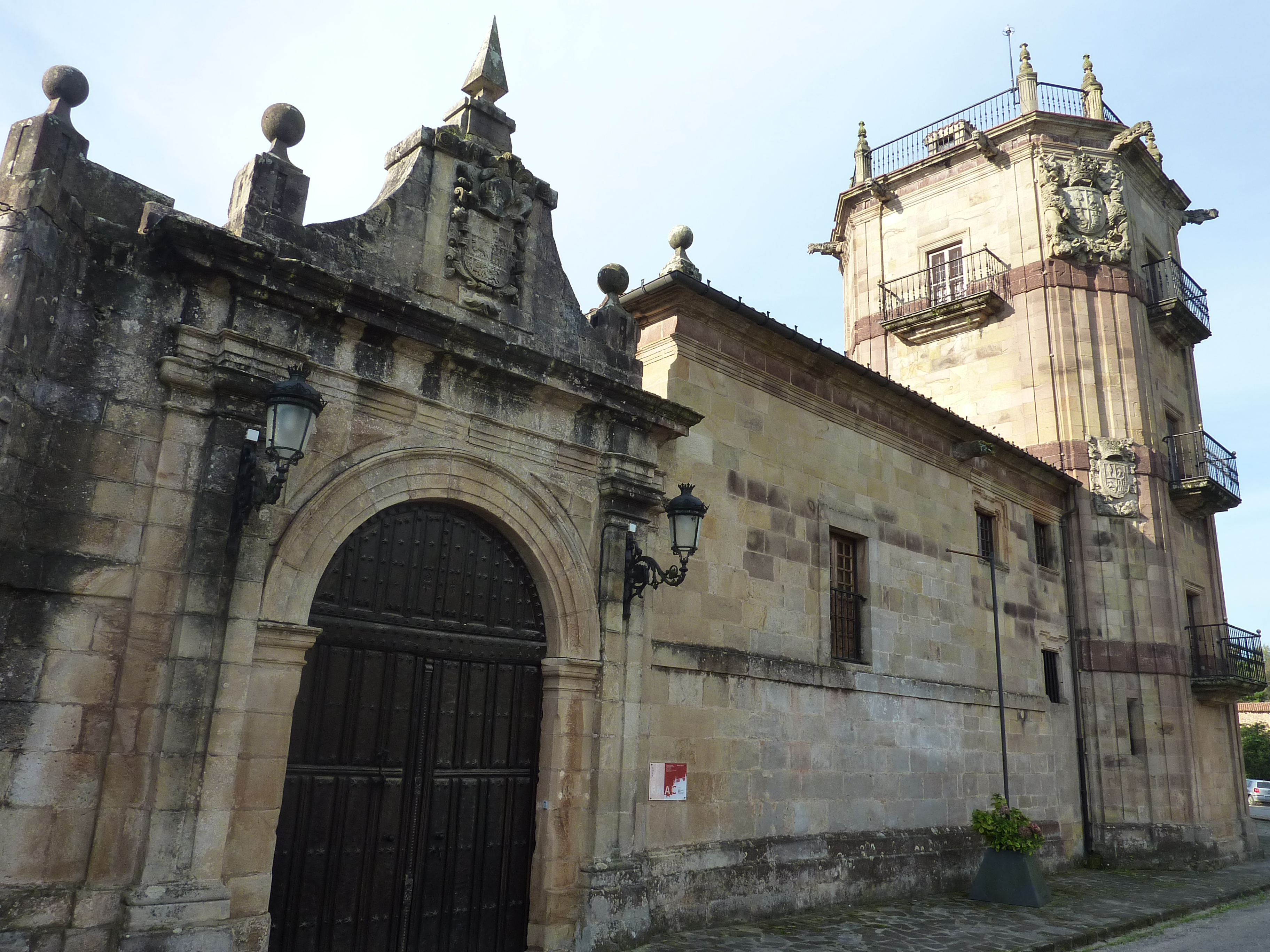
Palacio de Elsedo.

Pámanes es una localidad del municipio de Liérganes (Cantabria, España). En el año 2019 contaba con una población de 687 habitantes (INE). Esta localidad integra a su vez a otros núcleos del mismo municipio de Liérganes, que son: Bucarrero, Casa del Monte, El Condado, La Herrán, Somarriba y Tarriba.
De este lugar destaca la portalada de la casa de la Vega, y el Palacio de Elsedo, actualmente Museo Elsedo de Arte Contemporáneo (declarado Bien de Interés Cultural en 1983). Además, cerca de este pueblo se encuentran los pozos de Valcaba, dos lagunas concebidas por explotaciones mineras en macizo de Peña Cabarga.

## Personajes ilustres
- Antonio de Quintanilla, militar y gobernador de Chiloé hasta la anexión de ese territorio a Chile en 1826.
- José María Ceballos, portero y  capitán del Real Racing Club de Santander al que perteneció entre 1989 y 2003.
- Francisco de Hermosa y Revilla, primer conde de Torre-Hermosa, fue el precursor del Palacio de Elsedo
- Francisco de Cubria Sáinz, abogado,escritor costumbrista y Desde 1939 hasta 1960 fue presidente del Ateneo de Santander.